# Penetrómetros estáticos
Los penetrómetros estáticos o pruebas o ensayos de penetración estática son un tipo de ensayos de penetración, empleados en la determinación de las características geotécnicas de un terreno, como parte de las técnicas de reconocimiento de un reconocimiento geotécnico.
Consisten en hincar una varilla terminada en una punta cónica, materializándose la energía de hinca, mediante gatos generalmente hidráulicos, que proporcionana la fuerza necesaria para profundizar en el terreno. La aplicación de esta fuerza requiere una reacción lo suficientemente elevada, que puede venir dada por el peso propio de la maquinaria hincadora (penetrómetro en camión), o mediante el anclaje al terreno con hélices.

## Tipos de penetrómetros estáticos
Las variantes son menores que las que presentan los penetrómetros dinámicos y están principalmente referidas a la forma y dimensiones de la punta, así como al sistema de medida. Respecto a esta última condición, los penetrómetros estáticos se pueden clasificar en dos tipos:
- Penetrómetros estáticos de punta mecánica.
- Penetrómetros estáticos de punta eléctrica.

## Aplicaciones
El uso de los penetrómetros estáticos está especialmente indicado en los suelos blandos tanto granulares como cohesivos, sobre todo en estos últimos. La presencia de gravas, bolos, suelos cementados o roca, además de producir rechazo en la hinca, puede ocasionar daños graves en los equipos y no está recomendada su utilización.

## Correlaciones
Existen bastantes correlaciones para obtener características geotécnicas a partir de los resultados obtenidos en un ensayo de penetración estática, tanto en el caso de suelos arenosos como arcillosos.
La mejor de estas correlaciones corresponde a este último caso, y es la que liga la resistencia al corte sin drenaje de un terreno cohesivo con el valor de la resistencia por punta en el ensayo CPT o CPTU.
Tiene un fundamento teórico, puesto que puede obtenerse mediante la teoría de la plasticidad que la resistencia que opone un terreno a la penetración de punta de un elemento responde a la expresión:
siendo {\displaystyle q_{u}} la resistencia a la compresión simple del suelo, y {\displaystyle c_{u}} la resistencia al corte sin drenaje.
Como en la hinca de los penetrómetros el útil movilizado no es exclusivamente la punta, sino que también existe un faldón superior con una cierta longitud, que se mueve con ella, la resistencia obtenida es algo superior.

## Equipo de Penetrómetros estáticos
- Equipo de eléctrica

- Datos: Q6071285